# Підгірський Самійло Максимович
Самі́йло Макси́мович Підгі́рський (нар. 20 серпня 1888 (1 вересня 1888) , Любитів, Ковельський повіт, Волинська губернія, Російська імперія — пом. 1945, Київ, Українська РСР, СРСР) — адвокат, політик, український громадський активіст. Член двох скликань Української Центральної Ради та двох скликань Польського Сейму.

## Біографія
Самійло народився в місті Ковель Волинської губернії 20 серпня 1888 року. Батьки були заможними селянами, які володіли землями в селі Любитів Ковельського повіту. 
Напередодні Великої війни на території Волині релігійна служба і освіта провадили русифікаційну пропаганду. Проте місцями виникали окремі про-українські осередки. Зокрема в Любитові подібний осередок тісно пов'язаний із сім'єю Підгірських. Молоді любитівчани проводили різноманітні культурні заходи, часто зустрічаючись в оселі Підгірських. Відмічалися роковини смерті Тараса Шевченка.  Так зокрема 9 березня 1914 (25 лютого за старим стилем) відмічалося 100-річчя від дня народження поета, без дозволу влади. 
Ймовірно, що родина Підгірських зналася із родиною Косачів, які мешкали на початку століття за п'ять кілометрів — у сусідньому селі Колодяжне. Є згадки, що Косачі, зокрема й Леся часто бували в Любитові.

### Молодість
1914 закінчив Санкт-Петербурзький університет за правничою спеціальністю. По закінченню ВНЗ працював у Києві, де організував Товариство Українських Адвокатів. В подальшому в Житомирі Самійло став одним з активних організаторів осередків громадянських освітянських організацій — «Просвіти» та «Рідної Хати». В 1917 став редактором першої української газети Волині — «Громадянин». У подальшому був редактором газет «Волинська газета» (1918-19), «Громада» (1920) та «Наше Життя». 
7 квітня 1917 року молодого Самійла Максимовича обрано членом 2-го скликання Центральної Ради (до 7 серпня 1917), та 3-го скликання (7 серпня 1917—30 березня 1918). 

### Дорослість
За польської влади замешкує в Ковелі.  У 1922-30 роках Підгірський був депутатом Сейму (пол. poseł na Sejm) 2-ї Речі Посполитої, першого та другого скликання. До парламенту проходив тричі, всі рази за списками Блоку Національних Меншин Польської Республіки від Волинського воєводства. Перший раз від міста Луцьк. Виграв також треті парламентські вибори 13 липня 1930-го року — від міста Крем'янець, проте не вступив на посаду депутата. 
В Сеймі очолював Українську Парляментарну Репрезентацію. Був членом Центрального комітету Блоку Національних Меншин.
В 1924 року очолив Українську Партію Національної Роботи, яка виникла того ж року відгалуженням від Української трудової партії. 
В листопаді 1927 року, по закінченню першої депутатської каденції Підгірського арештовують, за звинуваченням у переховуванні пропагандистських матеріалів. В його помешканні, у Варшаві в готельному номері, що надавався йому як члену Сейму була знайдена валіза з комуністичними листівками. Сам Самійло заперечував свою причетність до листівок. Проте в 1930 він був засуджений до двох років ув'язнення, процес проходив у Варшаві. Було подано апеляцію і 30 квітня 1931 Апеляційний суд Варшави виправдав Самійла Максимовича та визнав невинним. 
1939 після встановлення радянської влади Самійло Підгірський переходить на нелегальне становище, а згодом виїжджає з Ковеля. Після встановлення влади Рейху став керівником Ковельського повіту, що входив до генерального округу Волинь і Поділля Рейхскомісаріату Україна. У 1943-му році його дружина Олександра, а також, за деякими даними, донька Нана, були розстріляні німецькою владою за зв'язки з УПА. 

### Загибель
В першій половині 1944 року СРСР повторно захопив Ковельський район. Значна частина колабораціоністів з німцями на той момент вже виїхала з міста на захід, проте Самійло чи то не встиг, чи то не схотів і залишився в Ковелі. Наталя Яхненко так описує це у своїх спогадах: 
| Бог так дав, що з нашої родини при повороті большевиків ніхто не загинув. Інакше було в родині Самійла Підгірського: в останніх тижнях у нашому місті, його жінку Лесю, сестру пані Донцової, розстріляло Ґестапо за зв'язок з УПА, а тоді її доньку Нану з першого шлюбу з М. Голубцем та її чоловіка. Самійло втратив голову й спізнився до виїзду, хоч вагонів до Варшави давалося скільки хто хотів. Його не просто забили, а замучили, як кажуть, місцеві комуністи. |
15 квітня 1944 Підгірський був арештований ковельським районним відділком НКВД у Волинській області, йому інкримінували порушення статей 54-1а, 54-2, 54-11 Кримінального Кодексу СРСР. За місяць — 15 травня 1944 був етапований до Києва до 1-ї в'язниці, де й помер 1945 року, хоча достеменно дата смерті невідома.